# Хацудзуки (эсминец)
Хацудзуки (яп. 初月, «Новая Луна») — японский эскадренный миноносец времён Второй Мировой войны типа «Акидзуки».

## Строительство
Корпус корабля был заложен 25 июля 1941 года на стапеле Морского арсенала в Майдзуру. Спущен на воду 3 апреля 1942 года, вступил в строй 29 декабря 1942 года. Стал четвёртым представителем этой серии эсминцев и его первого подтипа («Акидзуки»).

## История службы
После вступления в строй «Хацудзуки» вошёл в состав 61-го дивизиона эскадренных миноносцев (вместе с однотипными «Акидзуки» и «Судзуцуки»).
Первый боевой поход эсминца прошёл 22-27 марта, когда он вместе с «Судзуцуки», «Кагэро» и «Югурэ» сопроводил авианосцы «Хиё» и «Дзюнъё» из Саэки до Трука. 29 марта он вышел с грузом строительных материалов из Трука в Кавиенг. 3 апреля в районе Новой Ирландии «Хацудзуки» оказывал помощь в тушении пожара тяжёлому крейсеру «Аоба», пострадавшего в результате налёта американской авиации. 4-6 апреля эсминец перешёл обратно на Трук.
17-22 мая «Хацудзуки» сопровождал от Трука до Йокосуки соединение кораблей, уходивших к Алеутским островам. В июне эсминец совершал только учебные выходы, а 10-15 июля вместе с вернувшимся флотом пришёл обратно на Трук.
19-21 июля вместе с «Судзуцуки» он эскортировал соединение из гидроавианосца «Ниссин» и крейсеров «Могами», «Оёдо» и «Агано» из Трука в Рабаул, а 24-26 сопровождал крейсера на обратном пути. Кроме того, 22 июля эсминец перевёз на борту армейские подкрепления на Буку.
30 июля-3 августа «Хацудзуки» отправился вместе с «Судзуцуки» на Палау, и перешёл обратно на Трук, сопровождая группу танкеров. 8-10 августа он эскортировал тяжёлые крейсера «Мёко» и «Хагуро» с войсками из Трука в Рабаул. 27 августа-2 сентября эсминцы сопроводили лёгкий крейсер «Касима» на пути из Трука на Кваджалейн и обратно.
18-25 сентября и 17-26 октября «Хацудзуки» вместе с флотом участвовал в походах к атоллу Эниветок для перехвата американских авианосных соединений, оказавшихся безрезультатными. 12-15 ноября вместе с «Судзуцуки» выходил с Трука на помощь торпедированному крейсеру «Агано», 24 ноября-5 декабря вместе со всем флотом к Маршалловым островам, в ответ на высадку американцев на Тараве. 7-12 декабря он в составе эскорта авианосца «Дзуйкаку» и крейсера «Тикума» перешёл в Курэ.
С 24 декабря по 9 января 1944 года «Хацудзуки» вместе с «Судзуцуки» сопроводил транспорт «Акаги-Мару» из Курэ на атолл Уэйк и обратно. В ходе второго выхода 15-21 января 16 оказывал помощь «Судзуцуки», лишившемуся обеих оконечностей в результате попаданий торпед с американской подводной лодки, взял его на буксир и привёл в Курэ 18-го, 18-21 также сопроводил «Акаги-Мару» до Йокосуки.
6-13 февраля «Хацудзуки» вместе с «Вакацуки» эскортировал авианосцы «Сёкаку» и «Дзуйкаку» из Курэ в Сингапур. 15-21 марта оба эсминца перешли из Линга в Курэ, а 28 марта-4 апреля сопроводили авианосец «Тайхо» по обратному маршруту. 12-15 мая корабль перебазировался из Линга в Тави-Тави.
В ходе сражения в Филиппинском море «Хацудзуки» входил в состав эскорта авианосного соединения адмирала Одзава, ведя зенитный огонь, а позже участвую в эвакуации экипажа тяжело повреждённого «Тайхо» и добивании его торпедами.
Июнь-октябрь эсминец провёл в Японии, совершая только учебные выходы, а 20 октября в составе соединения адмирала Одзава отправился в свой последний поход к берегам Филиппин на место нового генерального сражения.
Утром 25 октября 1944 года находившееся у мыса Энганьо соединения было атаковано американской палубной авиацией, и в ожесточённом сражении было полностью разгромлено. «Хацудзуки» вместе с «Вакацуки» и «Кува» занимался спасением экипажей потопленных «Дзуйкаку» и «Дзуйхо», однако уже в сумерках уходившие корабли были обнаружены соединением американских крейсеров и эсминцев, которые расстреляли отстающий эсминец в упор. Это произошло в 20-59 в точке с координатами 20°24′ с. ш. 126°20′ в. д.. Спаслось только 8 членов экипажа «Хацудзуки» и 17 спасённых с «Дзуйкаку», через 21 день на шлюпке достигших побережья южного Тайваня. Погибло около 300 находившихся на борту, включая всех офицеров (в том числе командир капитан 2-го ранга Хасимото и командующий 61-м дивизионом капитан 1-го ранга Амано).
10 декабря 1944 года «Хацудзуки» был исключён из списков.

## Командиры
20.10.1942 — 1.8.1944 капитан 2 ранга (тюса) Сёити Тагути (яп. 田口正);
1.8.1944 — 25.10.1944 капитан 2 ранга (тюса) Канэмацу Хасимото (яп. 橋本金松);